# Nebsenre
Nebsenre (v prevodu Njegov gospod je Ra) je bil faraon iz Štirinajste egipčanske dinastije, ki je vladal v drugem vmesnem obdobju Egipta v prvi polovici 17. stoletja pr. n. št. Vladal je najmanj pet mesecev nad vzhodnim in morda morda zahodnim delom Nilove delte. Kot tak je bil sodobnik Trinajste egipčanske dinastije, ki je vladala iz Memfisa.

## Dokazi

### Zgodovinski viri
Faraonov priimek (prenomen) Nebsenre je ohranjen v 14. vrstici 9. stolpca Torinskega seznama kraljev, sestavljenega med vladanjem Ramzesa II. (1279–1213 pr. n. št.). Seznam je primarni vir podatkov za vladarje iz drugega vmesnega obdobja. Na seznamu je podatek, da je bil njegov predhodnik Heribre in da je vladal 5 mesecev in 20 dni. Podatek o številu let je izgubljen. Njegov naslednik je na Torinskem seznamu označen z wsf, kar pomeni, da je bilo njegovo ime izgubljeno že na dokumentu, s katerega je bil v ramzeškem obdobju prepisan Torinski seznam.

### Izvirni artefakti
Nebsenre je eden od samo štirih vladarjev iz Štirinajste dinastije, ki je dokazan na izvirnem artefaktu – vrču neznanega porekla z njegovim priimkom. Vrč je v zasebni zbirki.

## Kronološki položaj
Nebsenre je bil po mnenju egiptologov Kima Ryholta in Darrella Bakerje štirinajsti faraon Štirinajste dinastije. Dinastija je bila kanaanskega porekla in je od okoli 1700 pr. n. št. do 1650 pr. n. št. vladala v vzhodnem veli Nilove delte. Egiptolog Jürgen von Beckerath ga zaradi različnih rekonstrukcij  zgodnje Štirinajste dinastije šteje za petnajstega vladarja te dinastije.